# 澳白蟻屬
澳白蟻屬隸屬於蜚蠊目澳白蟻科，其下包含單一現生物種達爾文澳白蟻（Mastotermes darwiniensis），原生於澳洲北部。該屬有不少的化石紀錄。白蟻與蜚蠊的親緣關係最為接近，達爾文澳白蟻為現生最原始的白蟻，它們和一些特定的蟑螂物種擁有顯著的相似特徵，包括前翅臀區的相似，及一次產下一團卵而非單顆。早期將白蟻置於外翅總目之下，但這沒有意義的分類階級不過是從新翅類群中取出一個並系群，因此，蟑螂、白蟻及近緣物種後來被放置於網翅總目之下。
達爾文澳白蟻乍看之下就像一隻有著蟑螂腹部和白蟻頭部、胸部的生物，它們的翅膀結構和蟑螂相同，它們的卵是包覆在卵鞘中產出就如同蟑螂，普遍認為達爾文澳白蟻與隱尾蠊屬是由二疊紀的共同祖先演化而來。堪薩斯出土了二疊紀的翅膀化石，其相似於澳白蟻屬（現生最原始的白蟻）的翅膀，這翅膀屬於Pycnoblattina (一種蟑螂)，它的翅膀收起來時於第一、第二腹節處凸起，就如同達爾文澳白蟻，然而，Pycnoblattina 被證實與白蟻沒有關連，最早的白蟻出現在晚侏儸紀到早白堊紀之間。和蟑螂不同的是，不是所有白蟻都有翅膀，只有繁殖型有翅膀，它們的翅膀長度遠大於腹部。達爾文澳白蟻群落規模通常不大，但是，如果它們擁有充足的水分(如定期遷徙)及適合的食物、土壤環境(如閒置的木材或木製建築物)，群落規模能夠變得很大，個體數達到數百萬隻，能夠迅速的摧毀木材。達爾文澳白蟻食性廣泛，可以取食外來種植物、象牙、皮革、木材及纖維素，簡單來說就是幾乎所有的有機質，它們因此成為重要的農業害蟲，某種程度而言，澳洲北部可以說是因為它們的存在而放棄種植蔬菜，特別是那些非雨林地區及鋁土礦土壤的地區。達爾文澳白蟻會蛀食活樹，甚至把樹環狀剝皮導致死亡，死樹隨後成為群落的巢穴。
達爾文澳白蟻腸道內有許多共生性的原生生物和細菌，其中原生生物 Mixotricha paradoxa 只在達爾文澳白蟻的腸道中出現。

## 物種

### 滅絕物種
澳白蟻屬的化石紀錄不少，本屬在幾百萬年前廣布全世界，但現在僅存達爾文澳白蟻。
澳白蟻屬的已滅絕物種如下：
- †Mastotermes anglicus Rosen, 1913 (Middle Oligocene of England)
- †伯恩茅斯澳白蚁 Mastotermes bournemouthensis Rosen, 1913 (Late Eocene of England)
- †克罗地亚澳白蚁 Mastotermes croaticus Rosen, 1913 (Early Miocene of Croatia)
- †Mastotermes electrodominicus Krishna & Grimaldi, 1991 (Early Miocene of the Dominican Republic)
- †Mastotermes electromexicus Krishna & Emerson, 1983 (Late Oligocene to Early Miocene Mexican amber)
- †艾克斯澳白蚁 Mastotermes gallica Nel, 1986 (Early Oligocene of France)
- †海丁格澳白蚁 Mastotermes haidingeri (Heer, 1849) (Early Miocene of Croatia)
- †Mastotermes heerii (Göppert, 1855) (Late Oligocene of Poland) - tentatively placed in Mastotermes
- †Mastotermes krishnorum Wappler & Engel, 2006 (Middle Eocene of Germany)
- †小澳白蚁 Mastotermes minor Pongrácz, 1928 (Early Miocene of Croatia)
- †Mastotermes minutus Nel & Bourguet, 2006 (Eocene of France)
- †皮卡德澳白蚁 Mastotermes picardi Nel & Paicheler, 1993 (Late Oligocene of France)
- †萨尔特澳白蚁 Mastotermes sarthensis Schlüter, 1989 (Cretaceous of France)
- †斯图加特澳白蚁 Mastotermites stuttgartensis Armbruster, 1941 (Middle Miocene of Germany) - tentatively placed in Mastotermes

### 現生物種
- 達爾文澳白蟻 Mastotermes darwiniensis Froggatt, 1897